# Ерленмос
Ерленмос (нім. Erlenmoos) — громада в Німеччині, знаходиться в землі Баден-Вюртемберг. Підпорядковується адміністративному округу Тюбінген. Входить до складу району Біберах.
Площа — 24,26 км2. Населення становить 1808 ос. (станом на 31 грудня 2020).